# Les Coteaux
Les Coteaux es una municipalidad de la provincia de Quebec, Canadá. Es uno de los municipios que conforman el municipio regional del condado de Vaudreuil-Soulanges, en la región de Vallée-du-Haut-Saint-Laurent en Montérégie.

## Geografía
Les Coteaux se encuentra en la ribera izquierda del río San Lorenzo. 
Los municipios vecinos son Saint-Zotique al oeste, Saint-Polycarpe al norte y Les Cèdres al este. Al sur, en la otra orilla, está ubicada la ciudad de Salaberry-de-Valleyfield, que es la capital de Vallée-du-Haut-Saint-Laurent.
El área total del municipio está de 14,50 km² de los cuales 11,59 km² son de tierra. El municipio está ubicado en la planicie de San Lorenzo.

## Historia
El Señorío de la Nouvelle-Longueuil, cuyo territorio incluye el actual Les Coteaux, fue creado y concedido a Paul-Joseph Le Moyne de Longueuil en 1734, durante el periodo de la Nueva Francia. Después fue renombrado como Anse-aux-Batteaux en la Côte de Longueuil en este periodo. El actual municipio fue constituido en 1994 por la reunión de los pueblos de Coteau-Landing y de Coteau-Station o La Station-du-Coteau.

## Política
|            | 2009-2013              | 2013-2017              |
| Alcalde    | Réal Boisvert          | Denise Godin Dostie    |
| Distrito 1 | Claude Lepage          | Claude Lepage          |
| Distrito 2 | Sylvain Brazeau        | Michel Marin           |
| Distrito 3 | Denise Godin Dostie    | François Deschamps     |
| Distrito 4 | Sylvie Joly            | Sylvie Joly            |
| Distrito 5 | Martín Chartrand       | Martín Chartrand       |
| Distrito 6 | Jocelyne Bishop Ménard | Jocelyne Bishop Ménard |

Les Coteaux es parte de la circunscripción electoral de Soulanges a nivel provincial y de Vaudreuil-Soulanges a nivel federal.

## Demografía
Según el censo de Canadá de 2011, había 4568 personas residiendo en este municipio con una densidad de población de 393,9 hab./km². La población aumentó de 21,4% entre 2006 y 2011. El número total de inmuebles particulares resultó ser de 1931 de las cuales 1833 se encontraban ocupadas por residentes habituales.
Población total, 1986-2011
| Año  | Población | Variación (%) |
| ---- | --------- | ------------- |
| 2011 | 4568      | 21,4 %        |
| 2006 | 3764      | 25,0 %        |
| 2001 | 3010      | 5,9 %         |
| 1996 | 2843      | 8,8 %         |
| 1991 | 2613      | 14,1 %        |
| 1986 | 2290      | .             |